# Turkmenistan ai Giochi della XXXII Olimpiade
Il Turkmenistan ha partecipato ai Giochi della XXXII Olimpiade, che si sono svolti a Tokyo, Giappone, dal 23 luglio all'8 agosto 2021 (inizialmente previsti dal 24 luglio al 9 agosto 2020 ma posticipati per la pandemia di COVID-19) con nove atleti, cinque uomini e quattro donne.
Si è trattato della settima partecipazione del paese ai giochi olimpici.

## Medaglie
| Riepilogo quotidiano | Riepilogo quotidiano | Riepilogo quotidiano | Riepilogo quotidiano | Riepilogo quotidiano | Riepilogo quotidiano | Riepilogo quotidiano |
| -------------------- | -------------------- | -------------------- | -------------------- | -------------------- | -------------------- | -------------------- |
| Giorno               | Data                 |                      |                      |                      | Totale               |                      |
| 4°                   | 27                   | 0                    | 1                    | 0                    | 1                    |                      |
| Totale               | Totale               | 0                    | 0                    | 1                    | 1                    |                      |

### Medagliere per disciplina
| Sport             | Oro | Argento | Bronzo | Totale |
| ----------------- | --- | ------- | ------ | ------ |
| Sollevamento pesi | 0   | 1       | 0      | 1      |
| Totale            | 0   | 1       | 0      | 1      |

### Medaglie di argento
| Medaglia | Nome           | Sport             | Evento          |
| -------- | -------------- | ----------------- | --------------- |
| Argento  | Polina Guryeva | Sollevamento pesi | 59 kg femminile |

## Delegazione
| Sport             | Uomini | Donne | Totale |
| ----------------- | ------ | ----- | ------ |
| Atletica leggera  | 1      | 0     | 1      |
| Judo              | 0      | 1     | 1      |
| Nuoto             | 1      | 1     | 2      |
| Sollevamento pesi | 3      | 2     | 5      |
| Totale            | 5      | 4     | 9      |

## Atletica leggera
| Q | Qualificato al turno successivo per la posizione in qualificazione                                                           |
| q | Qualificato per il turno successivo per ripescaggio o, negli eventi su campo, conquistando la misura minima per qualificarsi |

Maschile
Eventi su campo
| Atleta          | Evento              | Qualifica | Qualifica | Finale          | Finale          |
| Atleta          | Evento              | Misura    | Posizione | Misura          | Posizione       |
| --------------- | ------------------- | --------- | --------- | --------------- | --------------- |
| Mergen Mämmedow | Lancio del martello | 67,53 m   | 30º       | non qualificato | non qualificato |

## Judo
Femminile
| Atleta                | Evento | Preliminari             | 16-esimi             | Ottavi               | Quarti               | Semifinali           | Ripescaggio          | Med. bronzo          | Finale               | Posizione       |
| Atleta                | Evento | Avversario Risultato    | Avversario Risultato | Avversario Risultato | Avversario Risultato | Avversario Risultato | Avversario Risultato | Avversario Risultato | Avversario Risultato | Posizione       |
| --------------------- | ------ | ----------------------- | -------------------- | -------------------- | -------------------- | -------------------- | -------------------- | -------------------- | -------------------- | --------------- |
| Gulbadam Babamuratova | -52 kg | Cohen (ISR) P (000-101) | Non qualificata      | Non qualificata      | Non qualificata      | Non qualificata      | Non qualificata      | Non qualificata      | Non qualificata      | Non qualificata |

## Nuoto
Maschile
| Atleta        | Evento      | Batterie | Batterie | Semifinale      | Semifinale      | Finale          | Finale          |
| Atleta        | Evento      | Tempo    | Pos.     | Tempo           | Pos.            | Tempi           | Pos.            |
| ------------- | ----------- | -------- | -------- | --------------- | --------------- | --------------- | --------------- |
| Merdan Ataýew | 100 m dorso | 55"24    | 34       | Non qualificato | Non qualificato | Non qualificato | Non qualificato |
| Merdan Ataýew | 200 m dorso | 2'03"68  | 29       | Non qualificato | Non qualificato | Non qualificato | Non qualificato |

Femminile
| Atleta          | Evento      | Batterie | Batterie | Semifinale      | Semifinale      | Finale          | Finale          |
| Atleta          | Evento      | Tempo    | Pos.     | Tempo           | Pos.            | Tempi           | Pos.            |
| --------------- | ----------- | -------- | -------- | --------------- | --------------- | --------------- | --------------- |
| Darya Semyonova | 100 m dorso | 1'16"37  | 39       | Non qualificato | Non qualificato | Non qualificato | Non qualificato |

## Sollevamento pesi
Maschile
| Atleta                | Evento  | Strappo   | Strappo    | Slancio   | Slancio    | Totale | Classifica |
| Atleta                | Evento  | Risultato | Classifica | Risultato | Classifica | Totale | Classifica |
| --------------------- | ------- | --------- | ---------- | --------- | ---------- | ------ | ---------- |
| Rejepbaý Rejepow      | 81 kg   | 164 kg    | 3º         | 198 kg    | DNF        | 164 kg | DNF        |
| Öwez Öwezow           | 109 kg  | 171 kg    | 11º        | 200 kg    | 10°        | 371 kg | 10°        |
| Hojamuhammet Toýçyýew | +109 kg | 184 kg    | 4º         | 230 kg    | 6°         | 414 kg | 4°         |

Femminile
| Atleta             | Evento | Strappo   | Strappo    | Slancio   | Slancio    | Totale | Classifica |
| Atleta             | Evento | Risultato | Classifica | Risultato | Classifica | Totale | Classifica |
| ------------------ | ------ | --------- | ---------- | --------- | ---------- | ------ | ---------- |
| Kristina Şermetowa | 55 kg  | 90 kg     | 5º         | 115 kg    | 5°         | 205 kg | 6°         |
| Polina Guryeva     | 59 kg  | 96 kg     | 2º         | 121 kg    | 2°         | 217 kg | Argento    |